# Euphrasia laxa
Euphrasia laxa är en snyltrotsväxtart som beskrevs av Francis Whittier Pennell. Euphrasia laxa ingår i släktet ögontröster, och familjen snyltrotsväxter. Inga underarter finns listade i Catalogue of Life.